# Repetekiodes biformis
Repetekiodes biformis är en fjärilsart som beskrevs av Rothschild 1915. Repetekiodes biformis ingår i släktet Repetekiodes och familjen mott. Inga underarter finns listade i Catalogue of Life.